# Jean de Labadie (1719-1812)
Pour les articles homonymes, voir Labadie.
Jean Abbadie-Coulac dit de Labadie-Coulac ou Jean de Labadie, né le 16 décembre 1719 à Clairac, mort le 1er mars 1812 à Bayonne (Basses-Pyrénées), est un général de brigade de la Révolution française.

## État des services
Il est nommé colonel en 1751, au service de la Russie, puis colonel le 19 février 1781, au service de la Prusse, et enfin maréchal de camp d'infanterie en Pologne.
Le 10 août 1792, passé au service de la France, il est élu lieutenant-colonel en chef du 7e bataillon de volontaires de la Gironde, et est promu général de brigade provisoire le 25 avril 1793. Il est confirmé dans son grade le 15 mai suivant, et le 17 décembre il rejoint l’armée des Pyrénées occidentales, en tant que commandant des vallées des Hautes-Pyrénées.
Il est admis à la retraite le 9 juin 1794, avec le grade de chef de brigade.
Il meurt le 1er mars 1812, à Bayonne.

## Sources
- (en) « Generals Who Served in the French Army during the Period 1789 - 1814: Eberle to Exelmans »
- Côte S.H.A.T.: 8 YD 156